# Inquilab Zindabad

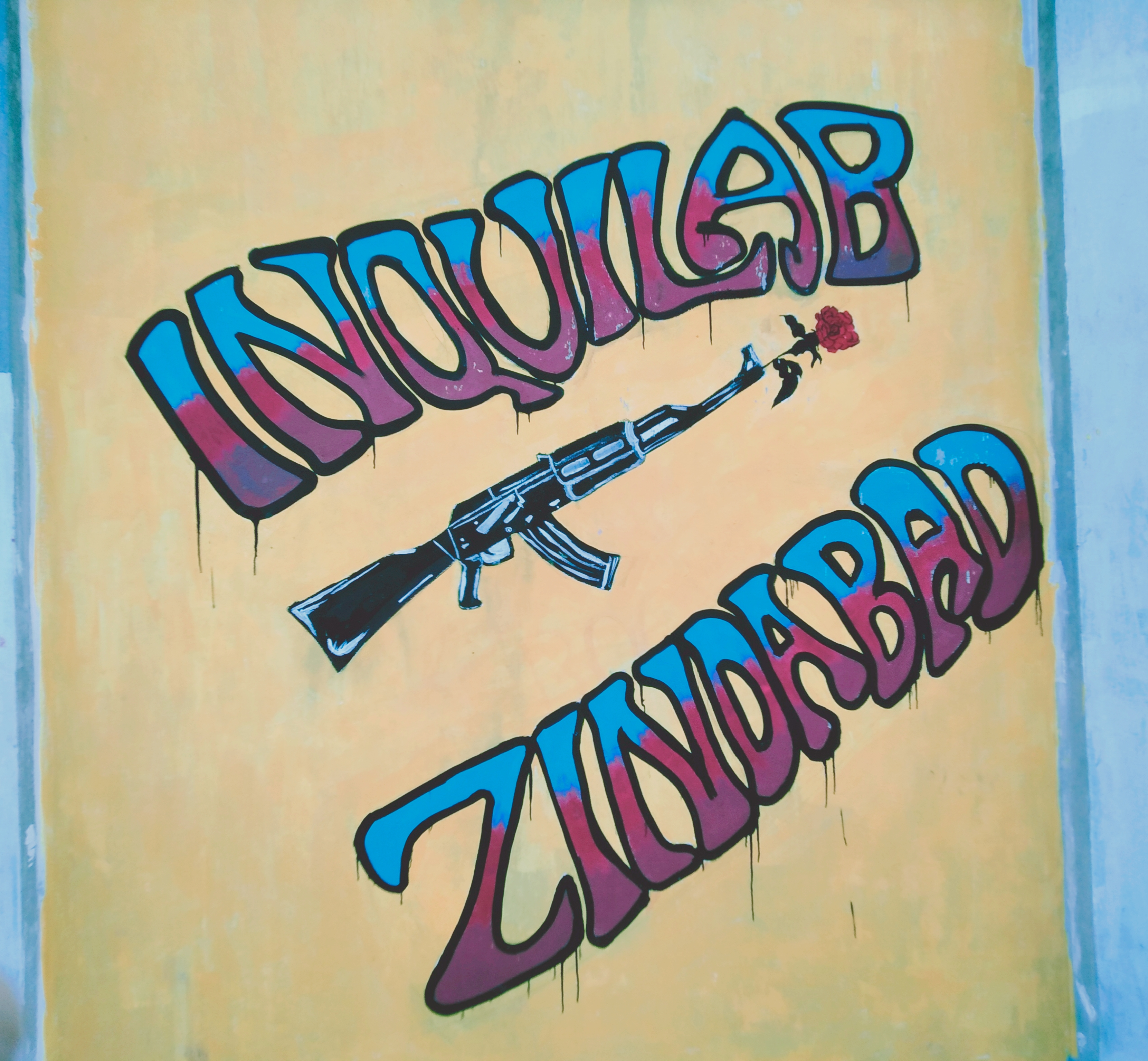
Grafit a Tongi

Inquilab Zindabad (hindustànic: इंक़िलाब ज़िन्दाबाद (devanagari), اِنقلاب زِنده باد (Nasta'liq), panjabi: ਇਨਕਲਾਬ ਜ਼ਿੰਦਾਬਾਦ) és una frase urdú traduïble per «Visca la revolució!». Actualment s'utilitza a Bangladesh, l'Índia i el Pakistan per activistes de la societat civil durant les protestes.
El lema va ser ideat pel poeta Hasrat Mohani. El seu primer ús per part d'un revolucionari fou el 1929 quan el socialista Bhagat Singh va cridar la consigna després de posar una bomba a l'Assemblea Central Legislativa a Delhi. Es va convertir en una de les consignes més famoses del Moviment d'independència de l'Índia. L'eslògan va ser usat en les activitats de l'Associació Republicana Socialista de l'Hindustan, particularment per Ashfaqulla Khan, Bhagat Singh i Chandra Shekhar Azad. En la literatura índia ambientada en l'època del moviment d'independència, sovint es caracteritza amb l'ús d'aquest eslògan als personatges proindependència.